# Брейди, Уильям Джей
Уильям Джей Брейди, (англ. William J. Brady; 16 августа 1829, графство Каван, Ирландия — 1 апреля 1878, Линкольн, Территория Нью-Мексико, США) — американский шериф ирландского происхождения; ветеран Индейских войн и Армии Союза; политик. Погиб при исполнении служебных обязанностей в результате нападения бойцов окружного отряда «Регуляторы» (Regulators) во время Войны в округе Линкольн.
Убийство шерифа Брейди неоднократно изображалось в художественных произведениях, описывающих жизнь и преступления Билли Кида.

## Ранние годы
Родился 16 августа 1829 года первым из восьми детей в семье Джона Брейди и Кэтрин Дарби в приходе Урни и Аннагелифф к северу от города Каван, графство Каван, Ирландия. Был крещён в католической церкви в тот же день. Его родители были ирландцами и содержали картофельную ферму площадью семь акров, взятую в аренду у местного англо-ирландского землевладельца.
Уильям учился в Национальной школе, окончил её в 1844 году. Кроме того, отец обучил его управлению арендованным участком земли. После смерти отца в 1846 году Уильям стал главой семьи. Благодаря упорному труду Уильяма на ферме, его мать, братья и сёстры смогли пережить Великий голод. В июле 1850 года он и его мать участвовали в Каванском собрании по правам арендаторов, где подписали петицию с требованием к Палате общин изменить законы, касающиеся арендаторов в Ирландии.
Летом 1851 года Уильям Брейди иммигрировал из Ирландии в Соединённые Штаты Америки.

## Военная служба

### Фронтир
В июле 1851 года Брейди был завербован в Нью-Йорке на службу в армию США. Военные записи показывают, что он был ростом 5 футов 8 дюймов (172 сантиметра), с каштановыми волосами и голубыми глазами. Брейди был назначен в роту F Первого полка конных стрелков под общим командованием полковника Уильяма Уинга Лоринга. Следующие пять лет он провел в форте Макинтош, недалеко от Сан-Антонио, штат Техас, где дослужился до звания сержанта. В 1856 году его контракт с армией был продлён, при этом командир Брейди, капитан Эндрю Портер, охарактеризовал его как «верного и отличного солдата, честного и трезвого человека». Сержант Брейди был переведён в форт Крейг, Территория Нью-Мексико, где участвовал в боях против апачей и навахо.
В 1859 году сержант Брейди был назначен в гарнизон форта Юнион, который был уязвим для атак команчей и кайова. Однако за период службы там Брейди столкновений с индейцами не происходило, он занимался лишь патрулированием и составлением карты местности.
В январе 1861 года, когда начало Гражданской войны в США становилось всё более очевидным, Эндрю Портер (на тот момент уже полковник), сержант Брейди и большая часть гарнизона форта Юнион были переведены в форт Крейг, чтобы защитить Территорию Нью-Мексико от вторжения базирующихся в Техасе подразделений армии Конфедерации. Срок службы Брейди истёк 2 марта 1861 года, он был с честью демобилизован в форте Крейг. В личном деле Брейди полковник Портер оставил отметку «Превосходно», добавив комментарий: «Храбрый человек, честный и доблестный солдат».

### Гражданская война
После увольнения из армии Брейди была предложена должность обучающего офицера армии Союза на Востоке США, но он принял решение остаться на Юго-Западе и, спустя четыре месяца после начала Гражданской войны, 19 августа 1861 года записался во 2-й пехотный полк Нью-Мексико в Альбукерке. Губернатор Генри Коннелли произвёл его в звание 1-го лейтенанта в соответствии с общим приказом военного министерства. После трех недель вербовки и обучения Брейди и его полк были назначены в гарнизон форта Крейг для защиты от возможного нападения сил Конфедерации.
В 1862 году сражался против армии Конфедерации в Битве на перевале Глориета. Позже был включён со своим подразделением в состав 1-го полка добровольческой кавалерии Нью-Мексико. После того, как войска Конфедерации покинули Территорию Нью-Мексико, Брейди был назначен вербовщиком в Полвадере.
В 1863 году Брейди был назначен исполняющим обязанности командира форта Стэнтон, а в 1864 году был утверждён там комендантом. Он провёл несколько успешных кампаний против навахо и апачей. Во время его пребывания на посту коменданта форта Стэнтон неоднократные жалобы Брейди в квартирмейстерский департамент о недоставке необходимых припасов в конечном итоге разоблачили спекуляции капитана Г. Д. Мортона и федерального индейского агента Лоренцо Лабади, которые с целью извлечения личной выгоды проводили мошеннические махинации с говядиной и другими военными припасами, предназначенными для военных постов в Нью-Мексико. Брейди также служил комендантом в нескольких других фортах Нью-Мексико до своего увольнения в октябре 1866 года в звании бревет-майора.

## Личная жизнь

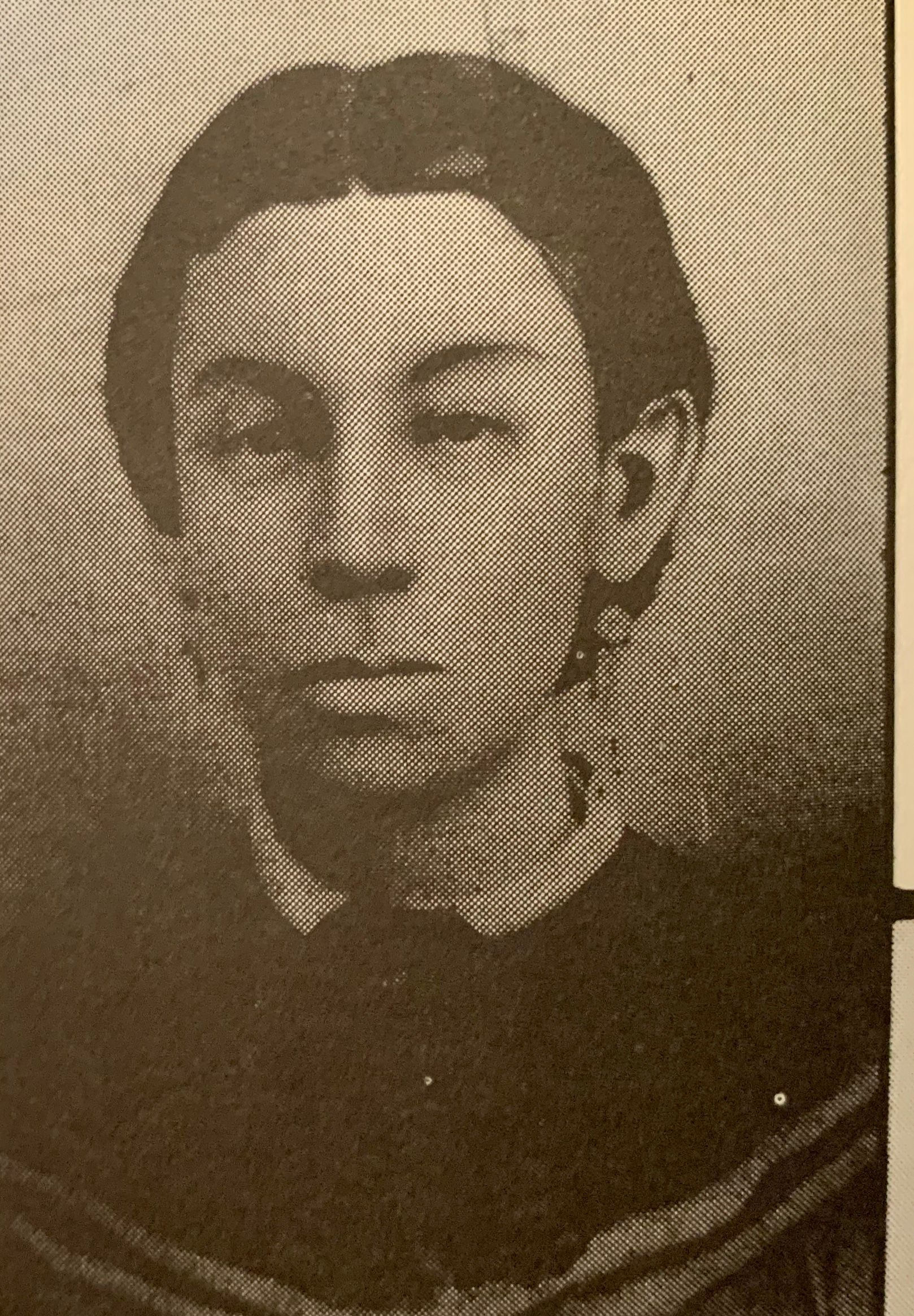
Мария Бонифация (Чавес) Брейди, около 1862 года

В 1862 году, когда армия США направила его в Альбукерке, лейтенант Брейди обручился с Марией Бонифацией Чавес, американкой мексиканского происхождения из Корралеса. Предыдущий муж Марии Бонифации, погонщик скота и гражданский служащий армии США по имени Хуан Монтойя, исчез вместе с их сыном во время доставки военных грузов, и позже военные следователи признали его убитым индейцами. В запросе о военной пенсии покойного мужа от 11 июля 1892 года Мария Бонифация утверждала, что её свадьба с лейтенантом Брейди состоялась в Альбукерке 16 ноября 1862 года. Возможно, брак не был зарегистрирован официально; по состоянию на 1986 год записей о регистрации этого брака обнаружить не удалось.
Брейди с женой поселились на ранчо на Рио-Бонито, в четырёх милях восточнее Линкольна. У пары родились шестеро детей.

## Правоохранительная и политическая деятельность
Впервые Брейди был избран шерифом округа Линкольн 6 сентября 1869 года и вступил в должность в январе 1870 года. В 1871 году Брейди был избран первым представителем округа Линкольн, заседавшим в Законодательном собрании Территории Нью-Мексико, однако потерял своё место на следующих выборах. В 1876 году он был повторно избран шерифом.
В 1877 году Брейди смог добиться от округа выделения средств на строительство тюрьмы в Линкольне. До этого шерифы Линкольна в течение восьми лет безуспешно пытались получить эти деньги, а ближайшая тюрьма находилась в форте Стэнтон. Брейди было выделено 3 000 долларов США, на которые он построил подземное узилище шириной в двадцать, длиной в тридцать и глубиной в десять футов. Оно было обшито грубо отёсанными брёвнами и разделено на две камеры с лестницей и люком для входа. Условия содержания в ней были настолько плохими, а побеги были настолько частыми, что в 1880 году округу пришлось создать настоящую тюрьму. Одной из главных причин был успешный побег банды Джесси Эванса, совершённый в ноябре 1877 года.

## Война в округе Линкольн

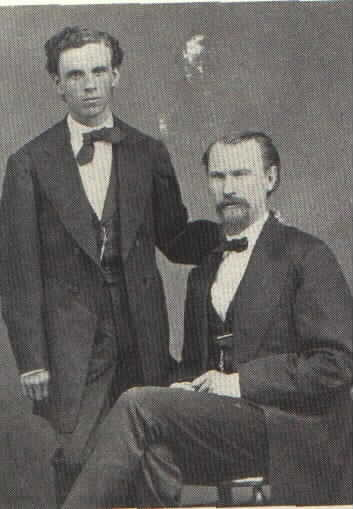
Лоренс Мёрфи (справа) и Джеймс Долан, 1870-е

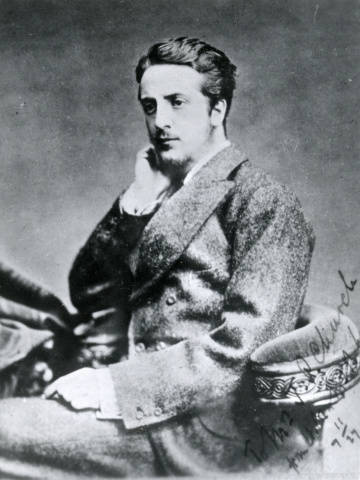
Джон Танстелл, 1875

Война в округе Линкольн была конфликтом, который спровоцировало соперничество между компанией «Мёрфи и Долан» и крупным скотоводом Джоном Танстеллом за экономическое влияние на Территории Нью-Мексико. К тому времени округ политически и экономически контролировался Лоренсом Мёрфи и Джеймсом Доланом, владевшими там единственным магазином и занимавшимися скупкой краденого скота. К тому же, им удалось заключить контракт на поставки мяса с правительством США. Противниками Мёрфи и Долана были Танстелл и его адвокат Александр Максуин. Джон Танстелл открыл на территории округа новый магазин, построил скотоводческое ранчо и намеревался открыть банк. Опасаясь нападения со стороны конкурентов, он нанял для охраны своего скота людей, в число которых, помимо прочих, входил и Билли Кид. На стороне компании «Мёрфи и Долан» были банда Джесси Эванса и отряд ранчеров, известный как «Воины семи рек». Кроме того, Джеймс Долан смог подкупить представителей закона, в частности, шерифа Брейди (ранчо Брейди было куплено на деньги, взятые взаймы в банке Долана). Фракции были разделены по этническому и религиозному признаку: люди Мёрфи были в основном католиками-ирландцами, а Танстелл и его союзники — английскими протестантами.
В январе 1877 года Брейди арестовал двух ковбоев Джона Танстелла: Дока Скарлока и его напарника Джорджа Коу якобы по подозрению в укрывательстве беглого убийцы и члена банды Эванса Фрэнка Фримена. В течение следующих нескольких дней Брейди с целью запугивания жестоко обращался со Скарлоком и Коу, их пытали, но в конце концов отпустили. Спустя пару месяцев, весной 1877 года, посреди главной улицы Линкольна на шерифа Брейди было совершено первое нападение: он был избит двумя мужчинами, скрывавшими лица под масками. Их личности остались неустановленными: хотя подозрение падало на Скарлока и Коу, их причастность доказать не удалось.
В феврале 1878 года в ходе судебного дела, которое в конечном итоге было прекращено, «Мёрфи и Долан» получила постановление суда об обеспечительном аресте всех активов Максуина, но якобы по ошибке внесла туда же все активы Танстелла (общая оценка составляла около 40 000 долларов). Шериф Брейди сформировал большой отряд, состоявший в основном из людей Джесси Эванса, чтобы захватить активы Танстелла на его ранчо в 50 милях от Линкольна. Одновременно с этим Танстелл поручил Билли Киду и основным из своих ковбоев перегнать девять лошадей с его ранчо в Линкольн, оставшись на это время лишь с четырьмя охранниками. Утром 18 февраля отряд, посланный Брейди, вторгся на территорию Танстелла. Считается, что Танстелл, пытаясь избежать насилия, попытался сбежать с территории ранчо, оставив скот и взяв с собой лишь нескольких лошадей и повозку. Однако люди Брейди, проигнорировав скот, бросились в погоню и настигли его около 17:30. В ходе завязавшейся перестрелки Билл Мортон выстрелил Танстеллу в грудь, сбив его на землю. Том Хилл, другой член отряда Брейди, прикончил Танстелла выстрелом в затылок из его же собственного револьвера. Это убийство в итоге вызвало вооружённый конфликт между двумя фракциями, который вошёл в историю, как Война в округе Линкольн.
Люди Танстелла обратились к мировому судье Уилсону, который выписал ордера на арест виновных. Констебль Мартинес вместе с Билли Кидом и Фредом Уэйтом отправились к Долану, но находившийся там Брейди отказался выдать своих людей, более того, он арестовал Мартинеса, Кида и Уэйта. Мартинеса шериф отпустил через пару часов, а Уэйта и Кида — спустя двое суток. После этого ковбои Танстелла, уже не надеясь на помощь шерифа, объединились в окружной отряд «Регуляторы», для того чтобы отомстить убийцам. Основными бойцами отряда были Дик Брюэр, Билли Кид, Док Скарлок, Чарли Боудри, Хосе Чавес-и-Чавес, «Грязный Стив» Стивенс, Джон Миддлтон, Фрэнк Макнаб, Генри Ньютон Браун, Том О’Фолльярд и двоюродные братья Джордж и Фрэнк Коу. Юридически группа была создана как помощники мирового судьи Уилсона.
8 или 9 марта 1878 года «Регуляторы» убили Билла Мортона и Фрэнка Бейкера, двух членов банды Эванса, не намереваясь их арестовывать и предавать суду. «Регуляторам» также приписывается убийство 9 марта 1878 года члена окружного отряда Уильяма Макклоски, который якобы их предал.
Когда об этих убийствах стало известно, шериф Брейди обратился за помощью к генеральному прокурору Территории Нью-Мексико Томасу Бентону Катрону с просьбой «положить конец этой анархии». Катрон передал запрос губернатору Сэмюэлю Б. Акстеллу. Губернатор постановил, что Джон Уилсон, мировой судья, был незаконно назначен уполномоченными округа Линкольн, и, таким образом, действия «Регуляторов», ранее считавшиеся законными, теперь таковыми не считаются. Фактически постановление означало, что «Регуляторы» теряют статус окружного отряда и право носить значки правоохранителей, а шериф Брейди и его люди отныне признаются единственными сотрудниками правоохранительных органов округа Линкольн.

## Смерть
1 апреля 1878 года «Регуляторы» Джим Френч, Фрэнк Макнаб, Джон Миддлтон, Фред Уэйт, Генри Ньютон Браун и Билли Кид (и, предположительно, Хосе Чавес-и-Чавес) устроили засаду на шерифа Брейди и четырёх его заместителей на главной улице Линкольна. Нападение было совершено из-за забора магазина Танстелла. Брейди был убит на месте, получив около дюжины огнестрельных ранений, заместитель шерифа Джордж Хиндман был смертельно ранен в спину. Во время боя Джим Френч и Билли Кид покинули укрытие и приблизились к телу Брейди, чтобы убедиться, что шериф мёртв. Заместитель шерифа Билли Мэтьюз ранил обоих одной пулей. Билли Кид был ранен в правое бедро навылет, а ранение Френча оказалось настолько серьёзным (пуля раздробила кость ноги), что он не смог в тот день покинуть Линкольн, и Сэму Корбету, управляющему магазина Танстелла, пришлось некоторое время укрывать его в подвале своего дома. Помимо этого, был ранен случайной пулей судья Уилсон, мирно работавший у себя в огороде. В момент нападения на территории магазина Танстелла также находился заместитель маршала США Роб Виденманн, но так и не было установлено, участвовал ли он в перестрелке: позднее он утверждал, что когда началась стрельба, он кормил собаку Танстелла.
Тела Хиндмана и Брейди оставались на улице в течение нескольких часов, позже они был похоронены вместе на ранчо шерифа в нескольких милях к востоку от Линкольна.
18 апреля на прошедшем в Линкольне судебном разбирательстве в убийстве Брейди были обвинены Генри Браун, Джон Миддлтон и Билли Кид; Фред Уэйт был обвинён в убийстве Хиндмана. Тем не менее из-за состояния анархии, в которую вскоре погрузился весь округ, никто из них не понёс наказания за эти преступления. Из четверых обвиняемых только Билли Кид привлекался к суду за убийство Брейди, был приговорен к повешению, но смог сбежать из-под стражи, при побеге убив ещё двух заместителей шерифа.
Имя Уильяма Брейди увековечено на Национальном мемориале сотрудников правоохранительных органов в Вашингтоне, округ Колумбия, (панель 13, W-3).

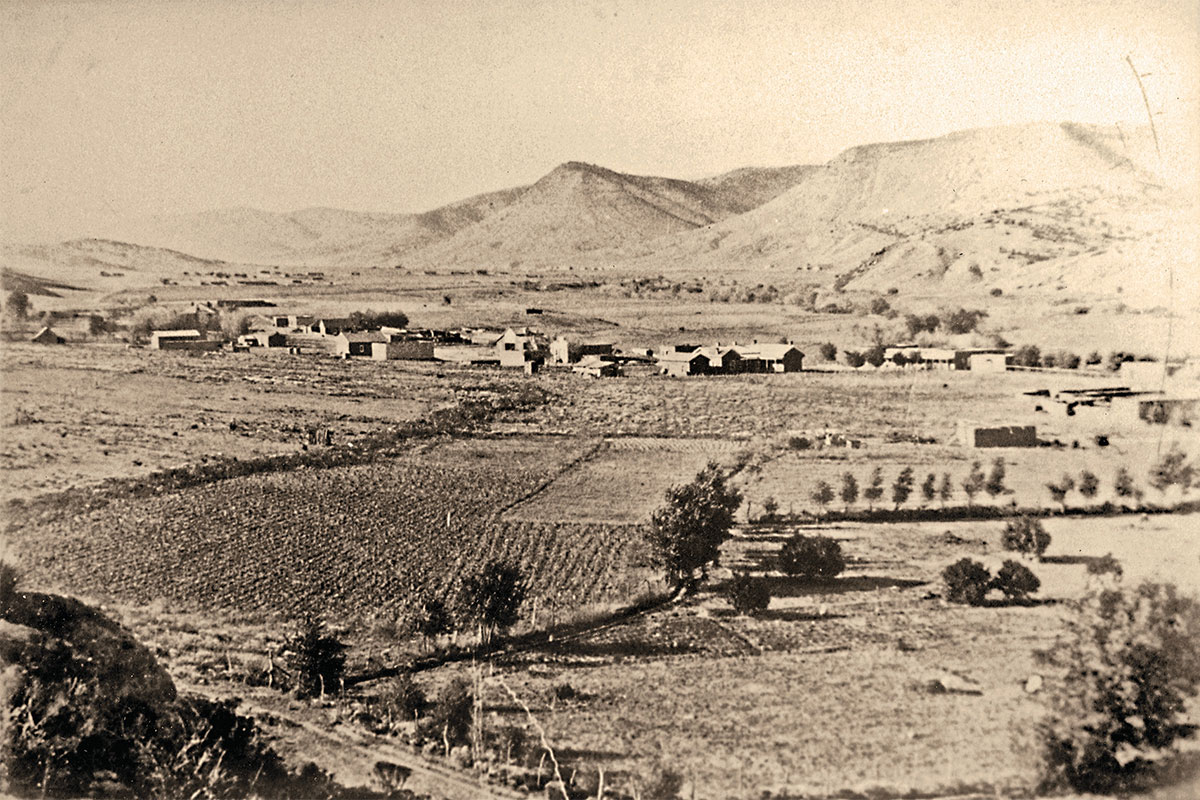
Линкольн, XIX век
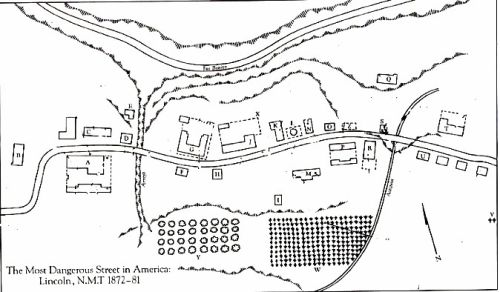
Карта Линкольна, составленная между 1872 и 1881
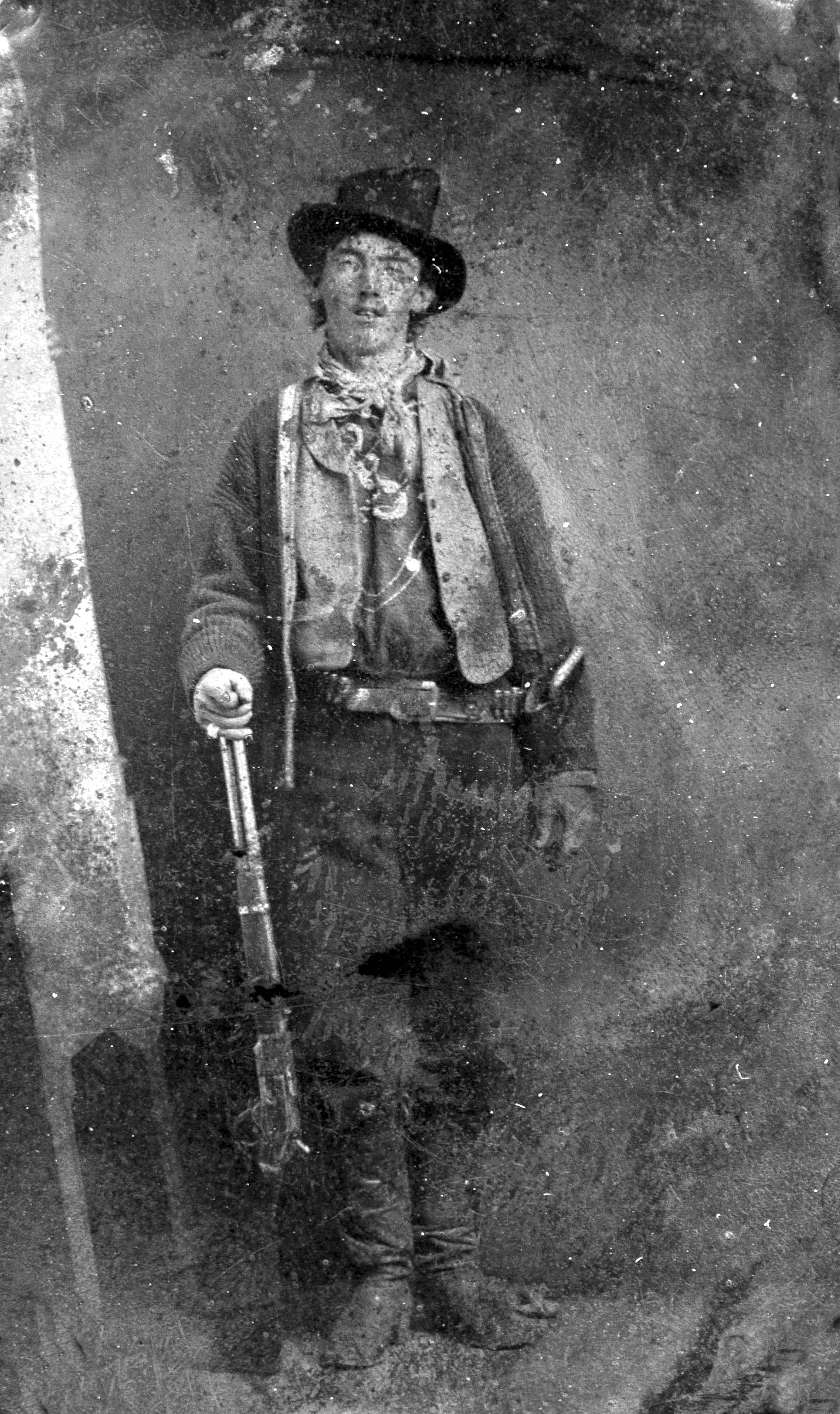
Билли Кид, около 1880
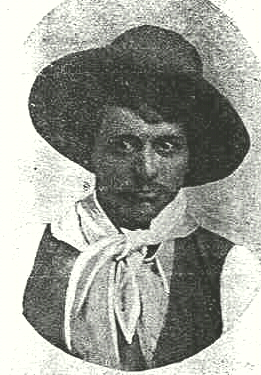
Предполагаемое фото Джима Френча, 1878
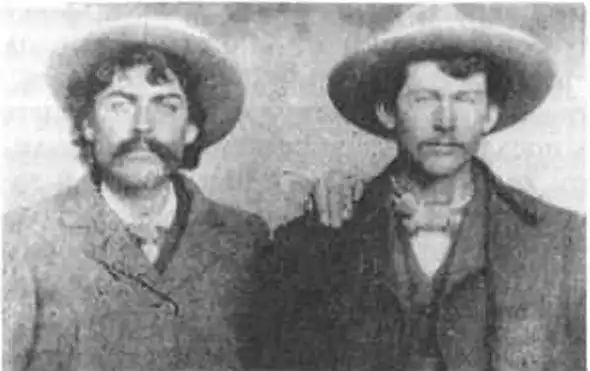
Фрэд Уэйт (слева) и Генри Ньютон Браун, около 1878
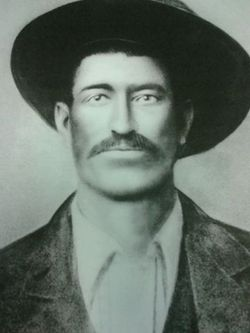
Хосе Чавес-и-Чавес, конец XIX века
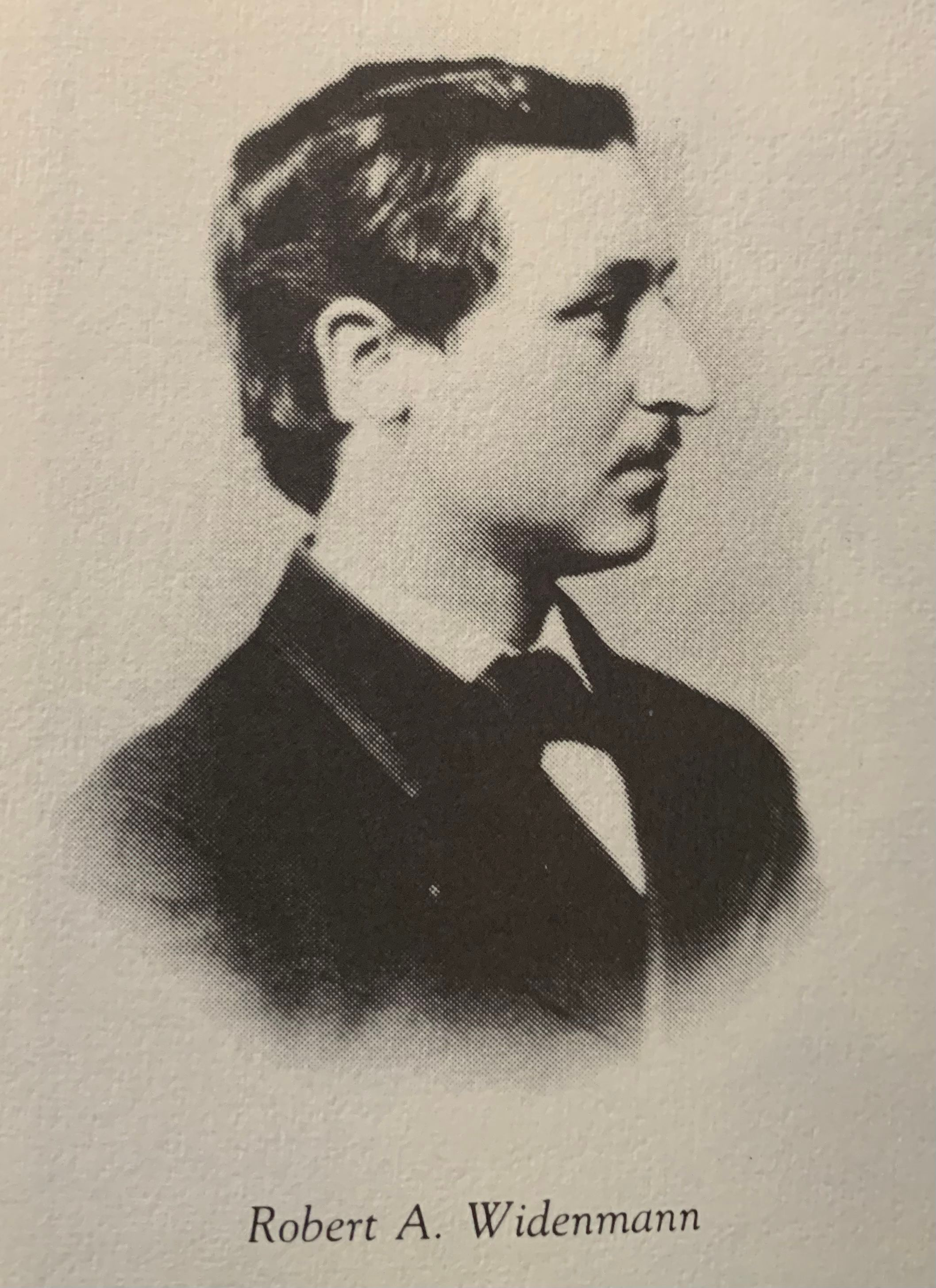
Роб Виденманн, около 1870

## Образ в искусстве
- «Я застрелил Билли Кида» (1950) — Джек Геддес[45].
- «Пистолет в левой руке» (1958) — Роберт Фулк[46].
- «Чизум[англ.]» (1970) — Брюс Кэбот[47].
- «Молодые стрелки» (1988) — Дэнни Кэмин[48].
- «Билли Кид» (1989) — Джек Данлэп[49].
- «Билли Кид. Новые доказательства» (телевизионный фильм, 2015) — Кристофер Дурбин Нолл[50].
- «Билли Кид» (сериал, 2022 — …) — Билл Макдональд[51].